# アレクサンドル・ゲルツェン
アレクサンドル・イヴァーノヴィチ・ゲルツェン（ロシア語: Алекса́ндр Ива́нович Ге́рцен、ラテン文字転写の例：Aleksandr Ivanovich Herzen, 1812年3月25日（ユリウス暦）または 4月6日（グレゴリオ暦） - 1870年1月9日(ユリウス暦)または 1月21日（グレゴリオ暦））は、帝政ロシアの哲学者、作家、編集者である。19世紀後半のロシアにおいて、農奴解放令実現に影響を与え『社会主義の父』として有名な人物の一人とされている。

## 経歴
1812年にロシア帝国・モスクワにて、ロシア貴族（地主）のイワン・アレクセイエヴィッチ・ヤコブレフ（Иван Алексеевич Яковлев、1795-1851年）の私生児として誕生。彼の母ヘンリエッテ=ヴィルヘルミーナ=ルイーゼ・ハーク（Henriette Wilhelmina Luise Haag）は現在のドイツシュトゥットガルトで、ロシア貴族の代表だった父の使用人をしていた時に身籠もり、父がモスクワに連れ帰った。姓は「彼の心の子」という意味合いを兼ねて、ドイツ語で心臓を表すHerzからとられた。父はナポレオン戦争での1812年のモスクワの戦いの間、アレクサンドル1世に、ナポレオン・ボナパルトのメッセージを届ける伝令をしていた。
1830年、モスクワ大学に入学。1847年1月中、ロシア国境をわたりパリに居住した。パリではプルードンと協同した。同年9月にはイタリアへ向かい、翌1848年2月、ローマ滞在中にフランス2月革命の報を聞き、革命に加わるためパリに戻った。しかし、革命の失敗により1852年8月、ジュネーヴ、ニース、パリと滞在し、ロンドンに向かった。グレート・ゲームの時代背景のなか、ロンドンでは現カムデン区キングス・クロス界隈で自由ロシア印刷所を営みロシアツァーリズムに対して農奴解放を支援する「コロコル（鐘）」を発行した。また後年のロシア革命でメンシェビキ派の代表格となったユーリー・マルトフの父は、ゲルツェンを慕い居住先のロンドンまで訪問した。
1870年、パリ・コミューンの前年にフランス・パリで死去した。新聞『鐘』を主宰していた。墓所はニースにある。

## 影響
ピョートル・クロポトキンはゲルツェンに多大な影響を受けたことを自著で綴った。また、ゲルツェンは農奴である役者ミハイル・シェープキンとも交流があった。

## 著作
- Legend (Легенда, 1836)[6]
- Elena (Елена, 1838)[6]
- en:Notes of a Young Man (1840)[6]
- en:Diletantism in Science (1843)[6]
- 『誰の罪（ロシア語版、英語版）』(Кто виноват?, 1846)[6]
- en:Mimoezdom (Мимоездом, 1846)[6]
- 『ドクトル・クルーポフ（ロシア語版）』 (Доктор Крупов, 1847)[6]
- Thieving Magpie (Сорока-воровка, 1848)[6]
- en:The Russian People and Socialism (Русский народ и социализм, 1848)
- en:From the Other Shore (1848–1850)
- en:Letters from France and Italy (1852)
- Selected Philosophical Works 1956
- en:My Past and Thoughts: The Memoirs of Alexander Herzen

### 主な日本語訳
- 『誰の罪』（梅田寛訳、春陽堂、1925年）。NDLJP:1016815/3
- 『ロシアにおける革命思想の発達について』（金子幸彦訳、岩波文庫、改版1974年、新装復刊1990年、2002年）
  - 新訳版『ロシアの革命思想　その歴史的展開』（長縄光男訳、岩波文庫、2024年3月）

原題 Du développement des idées révolutionnaires en Russie
- 『向う岸から』（外川継男訳、現代思潮社 古典文庫）。オンデマンド版2008年3月
  - 新訳版『向こう岸から』（長縄光男訳、平凡社ライブラリー、2013年11月）
- 『過去と思索』（金子幸彦・長縄光男訳）
筑摩書房（全3巻）、1998-99年／岩波文庫（改訂新版・全7巻）、2024年5月-2025年5月 - 完訳
旧版『過去と思索　筑摩世界文学大系82・83』筑摩書房、1964-66年 - 抄訳
- 『ゲルツェン著作選集』（森宏一訳、同時代社 全3巻、1985-86年）

## 関連文献
- レーニン『ゲルツェンの追想』レーニン全集 第18巻(1912年4月-1913年3月)収録、大月書店、1968年
- 旭季彦『ナロードニキ運動とその文学』新読書社、1991年。ISBN 4788070146
- エドワード・カー『浪漫的亡命者』酒井唯夫訳、筑摩書房（筑摩叢書）、1970年、復刊1985年。伝記収録
- I.バーリン『ロシア・インテリゲンツィヤの誕生　他五篇』桑野隆編、岩波文庫、2022年。論考収録

評伝研究
- 長縄光男『評伝ゲルツェン』成文社、2012年1月
- 長縄光男『ゲルツェンと1848年革命の人びと』平凡社新書、2015年10月